# Desa Randegan (administrativ by i Indonesien, Jawa Tengah, lat -7,54, long 109,03)
Desa Randegan är en administrativ by i Indonesien.   Den ligger i provinsen Jawa Tengah, i den västra delen av landet, 280 km sydost om huvudstaden Jakarta.